# مبارک‌آباد کله رش
مبارک‌آباد کله رش، روستایی از توابع بخش بلبان آباد شهرستان دهگلان در استان کردستان ایران است.

## جمعیت
این روستا در دهستان سیس قرار دارد و براساس سرشماری مرکز آمار ایران در سال ۱۳۸۵، جمعیت آن ۶۶۹ نفر (۱۶۰خانوار) بوده‌است.